# Daffy all'attacco
Daffy all'attacco (Plane Daffy) è un film del 1944 diretto da Frank Tashlin. È un cortometraggio d'animazione della serie Looney Tunes, prodotto dalla Warner Bros. e uscito negli Stati Uniti il 16 settembre 1944.

## Trama

Daffy con Hatta Mari

Una compagnia di piccioni viaggiatori è preoccupata per la sorte di uno di loro, il Piccione 13, caduto vittima del fascino della spia nazista Hatta Mari (parodia di Mata Hari). Il Piccione 13 rivela alla spia tutti i suoi segreti dopo che lei gli ha fatto bere un Mickey Finn, quindi si suicida per la vergogna. Più tardi, il papero misogino Daffy Duck si offre volontario per la missione successiva, finendo però anch'egli tra le grinfie di Hatta. Daffy resiste al suo fascino fino alla fine, ma inghiotte il messaggio segreto quando lei lo mette all'angolo. Allora Hatta radiografa Daffy in collegamento con Adolf Hitler, Joseph Goebbels e Hermann Göring, rivelando che il messaggio è "Hitler è una carogna". Hitler afferma che non è un segreto militare, quindi gli altri due rispondono che, in effetti, "è universale". Ricevendo un'occhiataccia da Hitler, Goebbels e Göring si suicidano.

## Distribuzione

### Edizione italiana
Il corto fu doppiato in italiano alla fine degli anni novanta dalla Time Out Cin.ca per la trasmissione televisiva. Non essendo stata registrata una colonna sonora senza dialoghi, nelle scene parlate la musica fu sostituita.